# Geodésicas en la relatividad general
Para una visión general del tema, véase geodésica
En la relatividad general, una geodésica generaliza la noción de "línea recta" al espacio-tiempo curvo. Es importante destacar que la línea de universo de una partícula libre de todas las fuerzas externas no gravitacionales es un tipo particular de geodésica. En otras palabras, una partícula que se mueve o cae libremente siempre se mueve en una geodésica.
En la relatividad general, la gravedad no puede considerarse una fuerza sino una consecuencia de la geometría curvada del espacio-tiempo, donde la fuente de la curvatura es el tensor de energía-impulso (que por ejemplo representa la distribución de la materia en el entorno de la partícula). Así, por ejemplo, la trayectoria de un planeta que orbita alrededor de una estrella es la proyección de una geodésica de la geometría espacio-temporal curvada de cuatro dimensiones (4-D) alrededor de la estrella en un espacio tridimensional (3-D).

## Expresión matemática
La ecuación geodésica completa es
{\displaystyle {d^{2}x^{\mu } \over ds^{2}}+\Gamma ^{\mu }{}_{\alpha \beta }{dx^{\alpha } \over ds}{dx^{\beta } \over ds}=0\ }
donde s es un parámetro escalar de movimiento (por ejemplo, tiempo propio) y {\displaystyle \Gamma ^{\mu }{}_{\alpha \beta }} son los símbolos de Christoffel (a veces llamados coeficientes de conexión afín o coeficientes de conexión de Levi-Civita) simétricos en los dos índices inferiores. Los índices representados por letras del alfabeto griego pueden tomar los valores: 0, 1, 2, 3 y el convenio de suma se utiliza para los índices repetidos {\displaystyle \alpha } y {\displaystyle \beta }. La cantidad en el lado izquierdo de esta ecuación es la aceleración de una partícula, por lo que esta ecuación es análoga a las leyes de Newton, que también proporcionan fórmulas para la aceleración de una partícula. Los símbolos de Christoffel son funciones de las cuatro coordenadas del espacio-tiempo y, por lo tanto, son independientes de la velocidad, de la aceleración o de otras características de una partícula de referencia cuyo movimiento se describe mediante la ecuación geodésica.

## Expresión matemática equivalente utilizando el tiempo coordenado como parámetro
Hasta ahora, la ecuación de movimiento geodésica se ha escrito en términos de un parámetro escalar s. Alternativamente, se puede escribir en términos de la coordenada de tiempo, {\displaystyle t\equiv x^{0}} (aquí se utiliza la barra triple para indicar una definición). La ecuación del movimiento según una geodésica queda entonces como:
{\displaystyle {d^{2}x^{\mu } \over dt^{2}}=-\Gamma ^{\mu }{}_{\alpha \beta }{dx^{\alpha } \over dt}{dx^{\beta } \over dt}+\Gamma ^{0}{}_{\alpha \beta }{dx^{\alpha } \over dt}{dx^{\beta } \over dt}{dx^{\mu } \over dt}\ .}
Esta formulación de la ecuación del movimiento según líneas geodésicas puede resultar útil para cálculos por computadora y para comparar la relatividad general con la gravedad newtoniana. Es sencillo obtener esta forma de la ecuación del movimiento geodésico a partir de la forma que utiliza el tiempo propio como parámetro usando la regla de la cadena. Obsérvese que ambos lados de esta última ecuación desaparecen cuando el índice μ se establece en cero. Si la velocidad de la partícula es lo suficientemente pequeña, entonces la ecuación geodésica se reduce a:
{\displaystyle {d^{2}x^{n} \over dt^{2}}=-\Gamma ^{n}{}_{00}.}
Aquí, el índice n toma los valores [1,2,3]. Esta ecuación simplemente significa que todas las partículas de referencia en un lugar y momento determinados tendrán la misma aceleración, que es una característica bien conocida de la gravedad newtoniana. Por ejemplo, todo lo que flota en la Estación Espacial Internacional sufrirá aproximadamente la misma aceleración debida a la gravedad.

## Deducción directa del principio de equivalencia
El físico Steven Weinberg ha presentado una deducción de la ecuación del movimiento geodésico directamente a partir del principio de equivalencia. El primer paso en dicha deducción es suponer que una partícula en caída libre no posee aceleración en las proximidades de un suceso puntual con respecto a un sistema de coordenadas en caída libre ({\displaystyle X^{\mu }}). Configurando {\displaystyle T\equiv X^{0}}, se obtiene la siguiente ecuación, que es aplicable localmente en caída libre:
{\displaystyle {d^{2}X^{\mu } \over dT^{2}}=0.}
El siguiente paso es emplear la regla de la cadena multidimensional. En este caso:
{\displaystyle {dX^{\mu } \over dT}={dx^{\nu } \over dT}{\partial X^{\mu } \over \partial x^{\nu }}}
Diferenciando una vez más respecto al tiempo, se tiene que:
{\displaystyle {d^{2}X^{\mu } \over dT^{2}}={d^{2}x^{\nu } \over dT^{2}}{\partial X^{\mu } \over \partial x^{\nu }}+{dx^{\nu } \over dT}{dx^{\alpha } \over dT}{\partial ^{2}X^{\mu } \over \partial x^{\nu }\partial x^{\alpha }}}
Ya se ha dicho que el lado izquierdo de esta última ecuación debe desaparecer debido al Principio de Equivalencia. Por lo tanto:
{\displaystyle {d^{2}x^{\nu } \over dT^{2}}{\partial X^{\mu } \over \partial x^{\nu }}=-{dx^{\nu } \over dT}{dx^{\alpha } \over dT}{\partial ^{2}X^{\mu } \over \partial x^{\nu }\partial x^{\alpha }}}
Multiplicando ambos lados de esta última ecuación por la siguiente cantidad:
{\displaystyle {\partial x^{\lambda } \over \partial X^{\mu }}}
En consecuencia, se tiene que:
{\displaystyle {d^{2}x^{\lambda } \over dT^{2}}=-{dx^{\nu } \over dT}{dx^{\alpha } \over dT}\left[{\partial ^{2}X^{\mu } \over \partial x^{\nu }\partial x^{\alpha }}{\partial x^{\lambda } \over \partial X^{\mu }}\right].}
Weinberg define la conexión afín de la siguiente manera:
{\displaystyle \Gamma ^{\lambda }{}_{\nu \alpha }=\left[{\partial ^{2}X^{\mu } \over \partial x^{\nu }\partial x^{\alpha }}{\partial x^{\lambda } \over \partial X^{\mu }}\right]}
lo que lleva a esta fórmula:
{\displaystyle {d^{2}x^{\lambda } \over dT^{2}}=-\Gamma _{\nu \alpha }^{\lambda }{dx^{\nu } \over dT}{dx^{\alpha } \over dT}.}
Obsérvese que, si se hubiera usado el tiempo propio s como parámetro de movimiento, en lugar de usar la coordenada del tiempo localmente inercial "T", entonces la deducción de la ecuación geodésica del movimiento estaría completa. En cualquier caso, aplicando de nuevo la regla de la cadena unidimensional:
{\displaystyle {d^{2}x^{\lambda } \over dt^{2}}\left({\frac {dt}{dT}}\right)^{2}+{dx^{\lambda } \over dt}{\frac {d^{2}t}{dT^{2}}}=-\Gamma _{\nu \alpha }^{\lambda }{dx^{\nu } \over dt}{dx^{\alpha } \over dt}\left({\frac {dt}{dT}}\right)^{2}.}
{\displaystyle {d^{2}x^{\lambda } \over dt^{2}}+{dx^{\lambda } \over dt}{\frac {d^{2}t}{dT^{2}}}\left({\frac {dT}{dt}}\right)^{2}=-\Gamma _{\nu \alpha }^{\lambda }{dx^{\nu } \over dt}{dx^{\alpha } \over dt}.}
Como antes, se puede configurar {\displaystyle t\equiv x^{0}}. Entonces, la primera derivada de x0 con respecto a t es uno y la segunda derivada es cero. Reemplazando λ por cero, da:
{\displaystyle {\frac {d^{2}t}{dT^{2}}}\left({\frac {dT}{dt}}\right)^{2}=-\Gamma _{\nu \alpha }^{0}{dx^{\nu } \over dt}{dx^{\alpha } \over dt}.}
Restando d xλ / d t veces de la ecuación anterior da:
{\displaystyle {d^{2}x^{\lambda } \over dt^{2}}=-\Gamma _{\nu \alpha }^{\lambda }{dx^{\nu } \over dt}{dx^{\alpha } \over dt}+\Gamma _{\nu \alpha }^{0}{dx^{\nu } \over dt}{dx^{\alpha } \over dt}{dx^{\lambda } \over dt}}
que es una forma de la ecuación de movimiento geodésica (usando las coordenadas del tiempo como parámetro).
La ecuación del movimiento geodésico también se puede deducir utilizando el concepto de transporte paralelo.

## Deducción de la ecuación geodésica mediante una acción
Se puede (y esta es la técnica más común) deducir la ecuación geodésica mediante el principio de acción. Considérse el caso de intentar encontrar una geodésica entre dos eventos separados en el tiempo.
Considerando que la acción es
{\displaystyle S=\int ds}
donde {\displaystyle ds={\sqrt {-g_{\mu \nu }(x)\,dx^{\mu }\,dx^{\nu }}}} es el elemento de línea. Hay un signo negativo dentro de la raíz cuadrada porque la curva debe ser temporal. Para obtener la ecuación geodésica se debe hacer variar esta acción. Para ello, se define con respecto a un parámetro {\displaystyle \lambda }. Haciendo esto, se obtiene:
{\displaystyle S=\int {\sqrt {-g_{\mu \nu }{\frac {dx^{\mu }}{d\lambda }}{\frac {dx^{\nu }}{d\lambda }}}}\,d\lambda }
Ahora se puede seguir adelante y variar esta acción con respecto a la curva {\displaystyle x^{\mu }}. Por el principio de mínima acción, se obtiene:
{\displaystyle 0=\delta S=\int \delta \left({\sqrt {-g_{\mu \nu }{\frac {dx^{\mu }}{d\lambda }}{\frac {dx^{\nu }}{d\lambda }}}}\right)\,d\lambda =\int {\frac {\delta \left(-g_{\mu \nu }{\frac {dx^{\mu }}{d\lambda }}{\frac {dx^{\nu }}{d\lambda }}\right)}{2{\sqrt {-g_{\mu \nu }{\frac {dx^{\mu }}{d\lambda }}{\frac {dx^{\nu }}{d\lambda }}}}}}d\lambda }
Usando la regla del producto, se tiene que:
{\displaystyle 0=\int \left({\frac {dx^{\mu }}{d\lambda }}{\frac {dx^{\nu }}{d\tau }}\delta g_{\mu \nu }+g_{\mu \nu }{\frac {d\delta x^{\mu }}{d\lambda }}{\frac {dx^{\nu }}{d\tau }}+g_{\mu \nu }{\frac {dx^{\mu }}{d\tau }}{\frac {d\delta x^{\nu }}{d\lambda }}\right)\,d\lambda =\int \left({\frac {dx^{\mu }}{d\lambda }}{\frac {dx^{\nu }}{d\tau }}\partial _{\alpha }g_{\mu \nu }\delta x^{\alpha }+2g_{\mu \nu }{\frac {d\delta x^{\mu }}{d\lambda }}{\frac {dx^{\nu }}{d\tau }}\right)\,d\lambda } dónde
{\displaystyle {\frac {d\tau }{d\lambda }}={\sqrt {-g_{\mu \nu }{\frac {dx^{\mu }}{d\lambda }}{\frac {dx^{\nu }}{d\lambda }}}}}
Integrando el último término por partes y eliminando la derivada total (que es igual a cero en los límites), se obtiene que:
{\displaystyle 0=\int \left({\frac {dx^{\mu }}{d\tau }}{\frac {dx^{\nu }}{d\tau }}\partial _{\alpha }g_{\mu \nu }\delta x^{\alpha }-2\delta x^{\mu }{\frac {d}{d\tau }}\left(g_{\mu \nu }{\frac {dx^{\nu }}{d\tau }}\right)\right)\,d\tau =\int \left({\frac {dx^{\mu }}{d\tau }}{\frac {dx^{\nu }}{d\tau }}\partial _{\alpha }g_{\mu \nu }\delta x^{\alpha }-2\delta x^{\mu }\partial _{\alpha }g_{\mu \nu }{\frac {dx^{\alpha }}{d\tau }}{\frac {dx^{\nu }}{d\tau }}-2\delta x^{\mu }g_{\mu \nu }{\frac {d^{2}x^{\nu }}{d\tau ^{2}}}\right)\,d\tau }
Simplificando un poco, se ve que:
{\displaystyle 0=\int \left(-2g_{\mu \nu }{\frac {d^{2}x^{\nu }}{d\tau ^{2}}}+{\frac {dx^{\alpha }}{d\tau }}{\frac {dx^{\nu }}{d\tau }}\partial _{\mu }g_{\alpha \nu }-2{\frac {dx^{\alpha }}{d\tau }}{\frac {dx^{\nu }}{d\tau }}\partial _{\alpha }g_{\mu \nu }\right)\delta x^{\mu }d\tau }
y entonces
{\displaystyle 0=\int \left(-2g_{\mu \nu }{\frac {d^{2}x^{\nu }}{d\tau ^{2}}}+{\frac {dx^{\alpha }}{d\tau }}{\frac {dx^{\nu }}{d\tau }}\partial _{\mu }g_{\alpha \nu }-{\frac {dx^{\alpha }}{d\tau }}{\frac {dx^{\nu }}{d\tau }}\partial _{\alpha }g_{\mu \nu }-{\frac {dx^{\nu }}{d\tau }}{\frac {dx^{\alpha }}{d\tau }}\partial _{\nu }g_{\mu \alpha }\right)\delta x^{\mu }\,d\tau }
multiplicando esta ecuación por {\textstyle -{\frac {1}{2}}}, se obtiene:
{\displaystyle 0=\int \left(g_{\mu \nu }{\frac {d^{2}x^{\nu }}{d\tau ^{2}}}+{\frac {1}{2}}{\frac {dx^{\alpha }}{d\tau }}{\frac {dx^{\nu }}{d\tau }}\left(\partial _{\alpha }g_{\mu \nu }+\partial _{\nu }g_{\mu \alpha }-\partial _{\mu }g_{\alpha \nu }\right)\right)\delta x^{\mu }\,d\tau }
Entonces, por el principio de Hamilton se encuentra que las ecuaciones de Euler-Lagrange son
{\displaystyle g_{\mu \nu }{\frac {d^{2}x^{\nu }}{d\tau ^{2}}}+{\frac {1}{2}}{\frac {dx^{\alpha }}{d\tau }}{\frac {dx^{\nu }}{d\tau }}\left(\partial _{\alpha }g_{\mu \nu }+\partial _{\nu }g_{\mu \alpha }-\partial _{\mu }g_{\alpha \nu }\right)=0}
Multiplicando por el inverso del tensor métrico {\displaystyle g^{\mu \beta }} se obteine que
{\displaystyle {\frac {d^{2}x^{\beta }}{d\tau ^{2}}}+{\frac {1}{2}}g^{\mu \beta }\left(\partial _{\alpha }g_{\mu \nu }+\partial _{\nu }g_{\mu \alpha }-\partial _{\mu }g_{\alpha \nu }\right){\frac {dx^{\alpha }}{d\tau }}{\frac {dx^{\nu }}{d\tau }}=0}
Así finalmente, se llega a la ecuación geodésica:
{\displaystyle {\frac {d^{2}x^{\beta }}{d\tau ^{2}}}+\Gamma ^{\beta }{}_{\alpha \nu }{\frac {dx^{\alpha }}{d\tau }}{\frac {dx^{\nu }}{d\tau }}=0}
con los símbolos de Christoffel definidos en términos del tensor métrico como
{\displaystyle \Gamma ^{\beta }{}_{\alpha \nu }={\frac {1}{2}}g^{\mu \beta }\left(\partial _{\alpha }g_{\mu \nu }+\partial _{\nu }g_{\mu \alpha }-\partial _{\mu }g_{\alpha \nu }\right)}
(Nota: existen deducciones similares, con modificaciones menores, para producir resultados análogos para geodésicas entre pares de puntos separados en forma de luz o en forma de espacio).

## Obtención de la ecuación de movimiento a partir de las ecuaciones de campo para el espacio vacío
Albert Einstein consideró que la ecuación del movimiento geodésico se puede deducir de las ecuaciones de campo para el espacio vacío, es decir, del hecho de que el tensor de Ricci desaparece. Rscribió:

Se ha demostrado que esta ley del movimiento, generalizada al caso de masas gravitantes arbitrariamente grandes, puede deducirse utilizando únicamente las ecuaciones de campo del espacio vacío. Según esta deducción, la ley del movimiento está implícita en la condición de que el campo no sea singular en ninguna parte fuera de sus puntos de masa generadores.

y

Una de las imperfecciones de la teoría relativista original de la gravitación fue que, como teoría de campo, no estaba completa; introdujo el postulado independiente de que la ley del movimiento de una partícula viene dada por la ecuación de la geodésica.
Una teoría de campos completa solo conoce campos y no los conceptos de partícula y movimiento. Porque estos no deben existir independientemente del campo sino que deben ser tratados como parte de él.
Partiendo de la descripción de una partícula sin singularidad, existe la posibilidad de un tratamiento lógicamente más satisfactorio del problema combinado: el problema del campo y el del movimiento coinciden.

Tanto los físicos como los filósofos han repetido a menudo la afirmación de que la ecuación geodésica se puede obtener a partir de las ecuaciones de campo para describir el movimiento respecto a una singularidad gravitacional, pero esta afirmación sigue siendo objeto de controversia. Según David Malament, “Aunque el principio geodésico puede recuperarse como teorema de la relatividad general, no es una consecuencia de la ecuación de Einstein (o del principio de conservación) únicamente. Se necesitan otras suposiciones para obtener los teoremas en cuestión”. Menos controvertida es la noción de que las ecuaciones de campo determinan el movimiento de un fluido o polvo, a diferencia del movimiento de una singularidad puntual.

## Ampliación al caso de una partícula cargada
Al deducir la ecuación geodésica a partir del principio de equivalencia, se supuso que las partículas en un sistema de coordenadas inercial local no se aceleran. Sin embargo, en la vida real, las partículas pueden estar cargadas y, por lo tanto, pueden estar acelerando localmente de acuerdo con la fuerza de Lorentz. Esto implica que:
{\displaystyle {d^{2}X^{\mu } \over ds^{2}}={q \over m}{F^{\mu \beta }}{dX^{\alpha } \over ds}{\eta _{\alpha \beta }}.}
con
{\displaystyle {\eta _{\alpha \beta }}{dX^{\alpha } \over ds}{dX^{\beta } \over ds}=-1.}
El tensor de Minkowski {\displaystyle \eta _{\alpha \beta }} viene dado por:
{\displaystyle \eta _{\alpha \beta }={\begin{pmatrix}-1&0&0&0\\0&1&0&0\\0&0&1&0\\0&0&0&1\end{pmatrix}}}
Estas últimas tres ecuaciones se pueden utilizar como punto de partida para deducir una ecuación de movimiento en la relatividad general, en lugar de suponer que la aceleración es cero en caída libre. Debido a que aquí interviene el tensor de Minkowski, se hace necesario introducir algo llamado tensor métrico en la relatividad general. El tensor métrico g es simétrico y se reduce localmente al tensor de Minkowski en caída libre. La ecuación del movimiento resultante es la siguiente:
{\displaystyle {d^{2}x^{\mu } \over ds^{2}}=-\Gamma ^{\mu }{}_{\alpha \beta }{dx^{\alpha } \over ds}{dx^{\beta } \over ds}\ +{q \over m}{F^{\mu \beta }}{dx^{\alpha } \over ds}{g_{\alpha \beta }}.}
con
{\displaystyle {g_{\alpha \beta }}{dx^{\alpha } \over ds}{dx^{\beta } \over ds}=-1.}
Esta última ecuación significa que la partícula se mueve en una geodésica temporal. Las partículas sin masa como los fotones siguen geodésicas nulas (reemplácese −1 por cero en el lado derecho de la última ecuación). Es importante que las dos últimas ecuaciones sean consistentes entre sí, cuando esta última se diferencia con respecto al tiempo propio, y la siguiente fórmula para los símbolos de Christoffel asegura esa consistencia:
{\displaystyle \Gamma ^{\lambda }{}_{\alpha \beta }={\frac {1}{2}}g^{\lambda \tau }\left({\frac {\partial g_{\tau \alpha }}{\partial x^{\beta }}}+{\frac {\partial g_{\tau \beta }}{\partial x^{\alpha }}}-{\frac {\partial g_{\alpha \beta }}{\partial x^{\tau }}}\right)}
Esta última ecuación no involucra los campos electromagnéticos y es aplicable incluso en el límite cuando los campos electromagnéticos desaparecen. La letra g con superíndices se refiere al inverso del tensor métrico. En la relatividad general, los índices de los tensores se reducen y aumentan mediante contracción con el tensor métrico o su inverso, respectivamente.

## Geodésicas como curvas de intervalo estacionario
Una geodésica entre dos eventos también se puede describir como la curva que une esos dos eventos y que tiene una intervalo estacionario ("longitud" de 4 dimensiones). Estacionario aquí se usa en el sentido en que se usa el término en el cálculo de variaciones, es decir, que el intervalo en la curva varía mínimamente entre las curvas que están cercanas a la geodésica.
En el espacio de Minkowski solo hay una geodésica que conecta cualquier par de eventos, y para una geodésica temporal, esta es la curva con el tiempo propio más largo entre los dos eventos. En el espacio-tiempo curvo, es posible que un par de eventos muy separados tengan más de una geodésica temporal entre ellos. En tales casos, los tiempos propios en varias geodésicas no serán en general los mismos. Para algunas geodésicas en tales casos, es posible que una curva que conecta los dos eventos y está cerca de la geodésica tiene un tiempo propio más largo o más corto que la propia geodésica.
Para una geodésica espacial a través de dos eventos, siempre hay curvas cercanas que pasan por los dos eventos que tienen una longitud propia más larga o más corta que la geodésica, incluso en el espacio de Minkowski, donde la geodésica será una línea recta. Cualquier curva que difiera de la geodésica puramente espacial (es decir, no cambia la coordenada temporal) en cualquier marco de referencia inercial tendrá una longitud propia más larga que la geodésica, pero será una curva que difiera de la geodésica puramente temporal (es decir, no cambia las coordenadas espaciales) en dicho marco de referencia tendrá una longitud propia más corta.
El intervalo de una curva en el espacio-tiempo es
{\displaystyle l=\int {\sqrt {\left|g_{\mu \nu }{\dot {x}}^{\mu }{\dot {x}}^{\nu }\right|}}\,ds\ .}
Entonces, las ecuaciones de Euler-Lagrange,
{\displaystyle {d \over ds}{\partial  \over \partial {\dot {x}}^{\alpha }}{\sqrt {\left|g_{\mu \nu }{\dot {x}}^{\mu }{\dot {x}}^{\nu }\right|}}={\partial  \over \partial x^{\alpha }}{\sqrt {\left|g_{\mu \nu }{\dot {x}}^{\mu }{\dot {x}}^{\nu }\right|}}\ ,}
se convierten, después de algunos cálculos, en
{\displaystyle 2\left(\Gamma ^{\lambda }{}_{\mu \nu }{\dot {x}}^{\mu }{\dot {x}}^{\nu }+{\ddot {x}}^{\lambda }\right)=U^{\lambda }{d \over ds}\ln |U_{\nu }U^{\nu }|\ ,}
donde {\displaystyle U^{\mu }={\dot {x}}^{\mu }.}
| Demostración |
| El objetivo es encontrar una curva para la cual el valor de {\displaystyle l=\int d\tau =\int {d\tau \over d\phi }\,d\phi =\int {\sqrt {(d\tau )^{2} \over (d\phi )^{2}}}\,d\phi =\int {\sqrt {-g_{\mu \nu }dx^{\mu }dx^{\nu } \over d\phi \,d\phi }}\,d\phi =\int f\,d\phi } es estacionario, donde {\displaystyle f={\sqrt {-g_{\mu \nu }{\dot {x}}^{\mu }{\dot {x}}^{\nu }}}} Tal objetivo se puede lograr calculando la ecuación de Euler-Lagrange para "f", que es {\displaystyle {d \over d\tau }{\partial f \over \partial {\dot {x}}^{\lambda }}={\partial f \over \partial x^{\lambda }}.} Sustituyendo la expresión de f en la ecuación de Euler-Lagrange (que hace que el valor de la integral l sea estacionario), se obtiene {\displaystyle {d \over d\tau }{\partial {\sqrt {-g_{\mu \nu }{\dot {x}}^{\mu }{\dot {x}}^{\nu }}} \over \partial {\dot {x}}^{\lambda }}={\partial {\sqrt {-g_{\mu \nu }{\dot {x}}^{\mu }{\dot {x}}^{\nu }}} \over \partial x^{\lambda }}} Ahora, se calculan las derivadas: {\displaystyle {\begin{aligned}{d \over d\tau }\left({-g_{\mu \nu }{\partial {\dot {x}}^{\mu } \over \partial {\dot {x}}^{\lambda }}{\dot {x}}^{\nu }-g_{\mu \nu }{\dot {x}}^{\mu }{\partial {\dot {x}}^{\nu } \over \partial {\dot {x}}^{\lambda }} \over 2{\sqrt {-g_{\mu \nu }{\dot {x}}^{\mu }{\dot {x}}^{\nu }}}}\right)&={-g_{\mu \nu ,\lambda }{\dot {x}}^{\mu }{\dot {x}}^{\nu } \over 2{\sqrt {-g_{\mu \nu }{\dot {x}}^{\mu }{\dot {x}}^{\nu }}}}&&(1)\\[1ex]{d \over d\tau }\left({g_{\mu \nu }\delta ^{\mu }{}_{\lambda }{\dot {x}}^{\nu }+g_{\mu \nu }{\dot {x}}^{\mu }\delta ^{\nu }{}_{\lambda } \over 2{\sqrt {-g_{\mu \nu }{\dot {x}}^{\mu }{\dot {x}}^{\nu }}}}\right)&={g_{\mu \nu ,\lambda }{\dot {x}}^{\mu }{\dot {x}}^{\nu } \over 2{\sqrt {-g_{\mu \nu }{\dot {x}}^{\mu }{\dot {x}}^{\nu }}}}&&(2)\\[1ex]{d \over d\tau }\left({g_{\lambda \nu }{\dot {x}}^{\nu }+g_{\mu \lambda }{\dot {x}}^{\mu } \over {\sqrt {-g_{\mu \nu }{\dot {x}}^{\mu }{\dot {x}}^{\nu }}}}\right)&={g_{\mu \nu ,\lambda }{\dot {x}}^{\mu }{\dot {x}}^{\nu } \over {\sqrt {-g_{\mu \nu }{\dot {x}}^{\mu }{\dot {x}}^{\nu }}}}&&(3)\\[1ex]{{\sqrt {-g_{\mu \nu }{\dot {x}}^{\mu }{\dot {x}}^{\nu }}}{d \over d\tau }(g_{\lambda \nu }{\dot {x}}^{\nu }+g_{\mu \lambda }{\dot {x}}^{\mu })-(g_{\lambda \nu }{\dot {x}}^{\nu }+g_{\mu \lambda }{\dot {x}}^{\mu }){d \over d\tau }{\sqrt {-g_{\mu \nu }{\dot {x}}^{\mu }{\dot {x}}^{\nu }}} \over -g_{\mu \nu }{\dot {x}}^{\mu }{\dot {x}}^{\nu }}&={g_{\mu \nu ,\lambda }{\dot {x}}^{\mu }{\dot {x}}^{\nu } \over {\sqrt {-g_{\mu \nu }{\dot {x}}^{\mu }{\dot {x}}^{\nu }}}}&&(4)\\[1ex]{(-g_{\mu \nu }{\dot {x}}^{\mu }{\dot {x}}^{\nu }){d \over d\tau }(g_{\lambda \nu }{\dot {x}}^{\nu }+g_{\mu \lambda }{\dot {x}}^{\mu })+{1 \over 2}(g_{\lambda \nu }{\dot {x}}^{\nu }+g_{\mu \lambda }{\dot {x}}^{\mu }){d \over d\tau }(g_{\mu \nu }{\dot {x}}^{\mu }{\dot {x}}^{\nu }) \over -g_{\mu \nu }{\dot {x}}^{\mu }{\dot {x}}^{\nu }}&=g_{\mu \nu ,\lambda }{\dot {x}}^{\mu }{\dot {x}}^{\nu }&&(5)\end{aligned}}} {\displaystyle {\begin{aligned}&(g_{\mu \nu }{\dot {x}}^{\mu }{\dot {x}}^{\nu })(g_{\lambda \nu ,\mu }{\dot {x}}^{\nu }{\dot {x}}^{\mu }+g_{\mu \lambda ,\nu }{\dot {x}}^{\mu }{\dot {x}}^{\nu }+g_{\lambda \nu }{\ddot {x}}^{\nu }+g_{\lambda \mu }{\ddot {x}}^{\mu })\\&=(g_{\mu \nu ,\lambda }{\dot {x}}^{\mu }{\dot {x}}^{\nu })(g_{\alpha \beta }{\dot {x}}^{\alpha }{\dot {x}}^{\beta })+{1 \over 2}(g_{\lambda \nu }{\dot {x}}^{\nu }+g_{\lambda \mu }{\dot {x}}^{\mu }){d \over d\tau }(g_{\mu \nu }{\dot {x}}^{\mu }{\dot {x}}^{\nu })\qquad \qquad (6)\end{aligned}}} {\displaystyle g_{\lambda \nu ,\mu }{\dot {x}}^{\mu }{\dot {x}}^{\nu }+g_{\lambda \mu ,\nu }{\dot {x}}^{\mu }{\dot {x}}^{\nu }-g_{\mu \nu ,\lambda }{\dot {x}}^{\mu }{\dot {x}}^{\nu }+2g_{\lambda \mu }{\ddot {x}}^{\mu }={{\dot {x}}_{\lambda }{d \over d\tau }(g_{\mu \nu }{\dot {x}}^{\mu }{\dot {x}}^{\nu }) \over g_{\alpha \beta }{\dot {x}}^{\alpha }{\dot {x}}^{\beta }}\qquad \qquad (7)} {\displaystyle 2(\Gamma _{\lambda \mu \nu }{\dot {x}}^{\mu }{\dot {x}}^{\nu }+{\ddot {x}}_{\lambda })={{\dot {x}}_{\lambda }{d \over d\tau }({\dot {x}}_{\nu }{\dot {x}}^{\nu }) \over {\dot {x}}_{\beta }{\dot {x}}^{\beta }}={U_{\lambda }{d \over d\tau }(U_{\nu }U^{\nu }) \over U_{\beta }U^{\beta }}=U_{\lambda }{d \over d\tau }\ln \|U_{\nu }U^{\nu }\|\qquad \qquad (8)} Esto está a solo un paso de la ecuación geodésica. |

Si se elige que el parámetro s sea afín, entonces el lado derecho de la ecuación anterior desaparece (porque {\displaystyle U_{\nu }U^{\nu }} es constante). Finalmente, se tiene la ecuación geodésica
{\displaystyle \Gamma ^{\lambda }{}_{\mu \nu }{\dot {x}}^{\mu }{\dot {x}}^{\nu }+{\ddot {x}}^{\lambda }=0\ .}

## Deducción mediante traslación autoparalela
La ecuación geodésica se puede obtener alternativamente de la traslación autoparalela de curvas. La deducción se basa en las conferencias impartidas por Frederic P. Schuller en la Escuela Internacional de Invierno We-Heraeus sobre Gravity & Light.
Sea {\displaystyle (M,O,A,\nabla )} una variedad suave conexa y {\displaystyle \gamma } una curva en la variedad. Se dice que la curva se traslada autoparalelamente si y solo si {\displaystyle \nabla _{v_{\gamma }}v_{\gamma }=0}.
Para deducir la ecuación geodésica, se tiene que elegir un grafo {\displaystyle (U,x)\in A}:
{\displaystyle \nabla _{{\dot {\gamma }}^{i}{\frac {\partial }{\partial x^{i}}}}\left({\dot {\gamma }}^{m}{\frac {\partial }{\partial x^{m}}}\right)=0}
Usando la linealidad {\displaystyle C^{\infty }} y la regla de Leibniz:
{\displaystyle {\dot {\gamma }}^{i}\left(\nabla _{\frac {\partial }{\partial x^{i}}}{\dot {\gamma }}^{m}\right){\frac {\partial }{\partial x^{m}}}+{\dot {\gamma }}^{i}{\dot {\gamma }}^{m}\nabla _{\frac {\partial }{\partial x^{i}}}\left({\frac {\partial }{\partial x^{m}}}\right)=0}
Teniendo en cuenta cómo actúa la conexión sobre las funciones ({\displaystyle {\dot {\gamma }}^{m}}) y expandiendo el segundo término con la ayuda de las funciones de coeficiente de conexión:
{\displaystyle {\dot {\gamma }}^{i}{\frac {\partial {\dot {\gamma }}^{m}}{\partial x^{i}}}{\frac {\partial }{\partial x^{m}}}+{\dot {\gamma }}^{i}{\dot {\gamma }}^{m}\Gamma _{im}^{q}{\frac {\partial }{\partial x^{q}}}=0}
El primer término se puede simplificar a {\displaystyle {\ddot {\gamma }}^{m}{\frac {\partial }{\partial x^{m}}}}. Cambiaando el nombre de los índices ficticios:
{\displaystyle {\ddot {\gamma }}^{q}{\frac {\partial }{\partial x^{q}}}+{\dot {\gamma }}^{i}{\dot {\gamma }}^{m}\Gamma _{im}^{q}{\frac {\partial }{\partial x^{q}}}=0}
Finalmente, se llega a la ecuación geodésica:
{\displaystyle {\ddot {\gamma }}^{q}+{\dot {\gamma }}^{i}{\dot {\gamma }}^{m}\Gamma _{im}^{q}=0}